# Халдейские оракулы
«Халдейские оракулы» (греч. Τα των Χαλδαίων λόγια: от халдеи и оракул) — восстанавливаемый по цитатам более поздних авторов текст последней четверти II века, сакрализировавший платонизм в его среднеплатонической традиции. Представляет собой собрание гекзаметров (ок. 350 строк по современным изданиям, разделённые на 190 фрагментов).

## История создания
История создания «Халдейских оракулов» на основе свидетельств Михаила Пселла, опиравшегося на Прокла, описывается как общение Юлиана Теурга с душой самого Платона, ответы которой расшифровал и снабдил комментарием отец медиума Юлиан Халдей. Ответы души Платона не нуждались в обосновании и проверке. Тексты «Халдейских оракулов» относились к некритикуемым текстам. Предпосылкой создания «Халдейских оракулов» стала потребность в сакральном тексте, которая была обусловлена повышающимся значением христианства и Библии. Стиль оракулов сложно назвать философским, на него оказала влияние популярная магическая практика и традиционные персидские представления. Начиная с Ямвлиха, «Халдейские оракулы» становятся одним из священных текстов в школах платоников. По информации на 2007 год, из Халдейских оракулов восстановлены примерно 350 строк гекзаметром, разделенных на 190 фрагментов с комментарием.
Халдейские оракулы комментировались и толковались Ямвлихом, Феодором Асинским, Сирианом, Дамаскием и другими. Оракулы оказали большое влияние на сочинения Прокла. Он, по свидетельству «Суды» (Свиды), также написал сочинение о согласованности ряда важных для неоплатоников религиозных систем — «О согласии Орфея, Пифагора и Платона с Халдейскими оракулами».

## Концепция
Основу мироздания образует божественная Триада: трансцендентный Отец, Демиург («Второй Ум») и Геката («Сила»). Трём началам соответствует троица миров: Эмпирей («умопостигаемый мир»), Эфир («звездный космос») и Материя («подлунный мир»). Миром управляют сонмы мелких божеств: иунги (посредники), синохи (силы гармонии) и телетархи. Королевой и богиней демонов признается Геката. Примечательно, что высшая и низшая ступень мироздания совпадают — это Гадес. Люди делятся на избранных (теургов) и стадо. Теургия заключалась в самосовершенствовании посредством использования магической практики, где осуществлялся призыв и сопряжение с божеством. Существенную роль в теургии играли заклинания — ритмичные повторения бессмысленных наборов звуков, в результате чего достигался эффект, напоминающий иббур. Признаком присутствия божества считалось сияние и/или левитация. Магическим инструментом являлся инкрустированный драгоценными камнями золотой шар на ремешке. Его движение могло означать движение небесных сфер. Важную роль в магических практиках играли дыхательные техники и очистительные обряды, а также опыт символической смерти и возрождения. Конечной целью было слияние с божеством.